# Hans Freie
Johan Hendrik Bernhard Freie (Amsterdam, 10 december 1935 – aldaar, 20 januari 2023) was een Nederlands beeldhouwer.

## Leven en werk
Hans Freie was een zoon van Hendrik Freie (1887-1954) en Geertje Grevers (1899-1983). Zijn vader was gemeente-arts, zijn moeder schilderde en gaf les aan het Gemeentelijk Lyceum voor Meisjes. Hans studeerde aan het Instituut voor Kunstnijverheidsonderwijs in Amsterdam. In 1957 studeerde hij af aan de afdeling beeldhouwen, met zijn klasgenoten Hetta Statius Muller en Jan van Tilburg. Hij studeerde verder aan de Académie de la Grande Chaumière in Parijs en werkte enige tijd op het atelier van Ossip Zadkine.
Freie maakte bronzen figuurstudies. Hij exposeerde zijn sculpturen bij diverse galerieën, nam deel aan onder andere 'Beelden in de Bilt' (1977) en toonde zijn werk met Henk Eversen, Otto Schouten en Hetta Statius Muller bij Kunsthoeve Europa in Bergharen (1979).
Hans Freie overleed op 87-jarige leeftijd.

## Enkele werken
- 1979 bronsplastiek voor de bibliotheek van Castricum

- RKD-Nederlands Instituut voor Kunstgeschiedenis: 29347